# Hemiagriofit

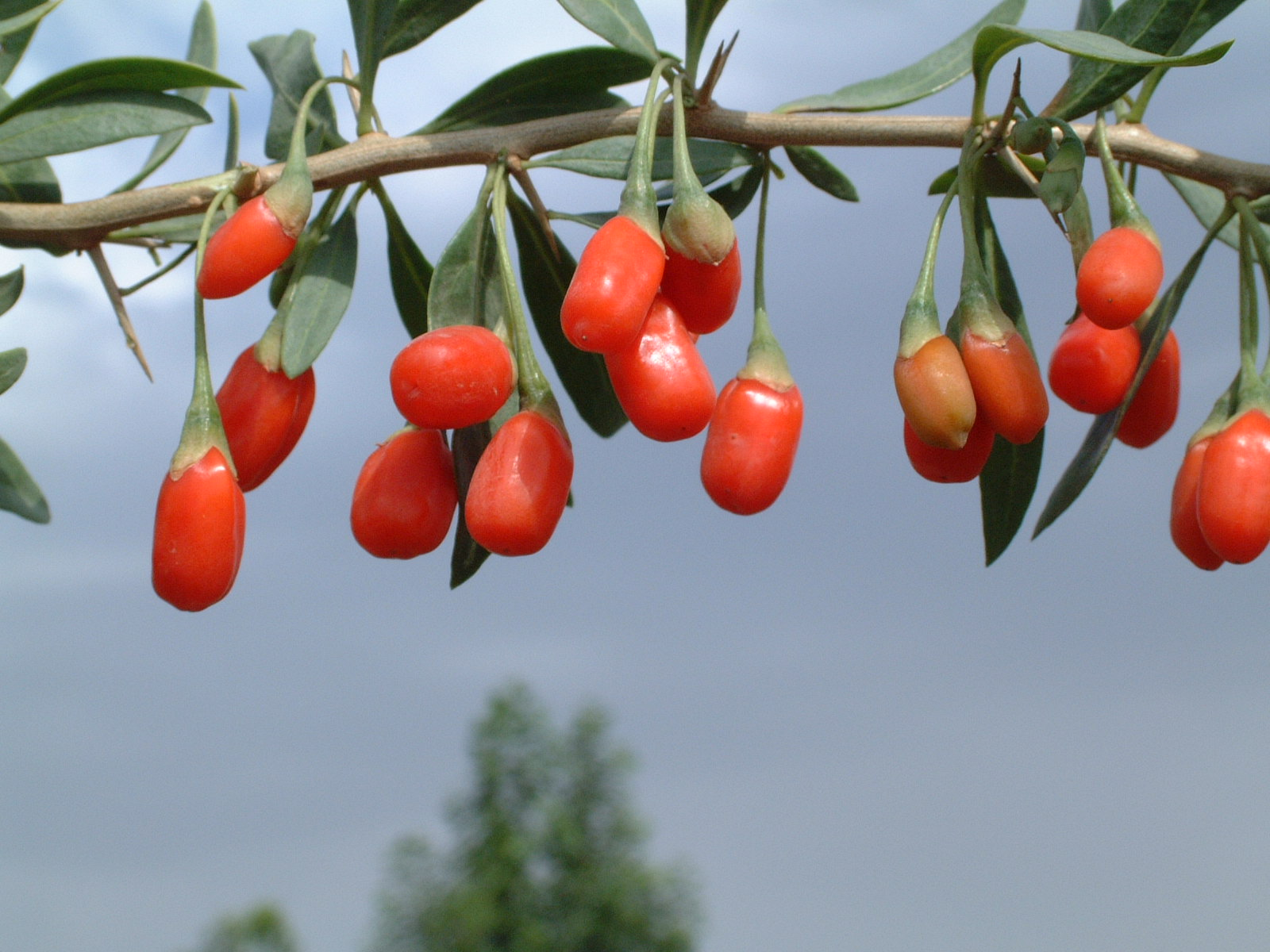
Kolcowój pospolity – przykład hemiagriofita we florze Polski

Hemiagriofit – roślina obcego pochodzenia (antropofit), która zdołała trwale się zadomowić na siedliskach półnaturalnych. Hemiagriofity są jedną z trzech grup metafitów (pozostałe to epekofity i holoagriofity).
Przykładami hemiagriofitów we florze Polski są np. kolcowój pospolity (Lycium barbarum) i sit chudy (Juncus tenuis). Według badań B. Tokarskiej-Guzik we florze Polski w 2005 r. było 300 gatunków metafitów.